# 马延利
马延利（1945年10月—），男，山东蓬莱人，中华人民共和国政治人物，曾任中共鞍山市委副书记，鞍山市人民政府市长，第七、八届全国人大代表。